# Джузеппе Конте
Джузеппе Конте (італ. Giuseppe Conte; нар. 8 серпня 1964, Вольтурара-Аппула, Апулія) — італійський правник і політик, прем'єр-міністр Італії з червня 2018 до лютого 2021 року. Президент «Руху п'яти зірок» з 6 серпня 2021.

## Життєпис

### Рані роки
1988 року закінчив юридичний факультет Римського університету ла Сап'єнца. У 1992–1993 рр. був стипендіатом Національної науково-дослідної ради, проходив навчання в Єльській школі права, Університеті Дюкейна, Міжнародному інституті культури у Відні. Пізніше також навчався в Гіртон-коледжі (Кембридж), Нью-Йоркському університеті й Сорбонні.

### Професійна кар'єра
Працював у Мальтійському університеті, викладає приватне право у Флорентійському університеті й Університеті імені Гвідо Карлі в Римі. Член Комітету з культури в економічній організації Конфіндустрія. 2013 року Палатою депутатів обраний до Ради президії адміністративної юстиції.

### Прихід у політику
4 березня 2018 року в Італії відбулися парламентські вибори, за підсумками яких жодна партія чи коаліція не отримала абсолютної більшості місць у жодній палаті парламенту.  Лише 20 травня Луїджі Ді Майо і федеральний секретар Ліги Півночі Маттео Сальвіні змогли досягти компромісу щодо можливого глави уряду, назвавши ім'я Джузеппе Конте. 21 травня, після нових консультацій із президентом Маттареллою двох партійних делегацій, Ді Майо оголосив пресі, що вони запропонували главі держави затвердження кандидатуру Конте.

### Голова Ради міністрів Італії

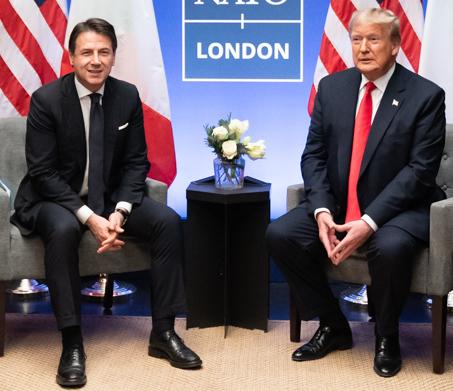
З Президентом США Дональдом Трампом на саміті країн НАТО в Лондоні з нагоди 70-річчя альянсу, 4 грудня 2019 року

21 травня 2018 року став кандидатом у Прем'єр-міністри від «Руху п'яти зірок» і «Ліги Півночі». Закликав переглянути санкції щодо Росії, заявивши у політичній промові: «Ми сприятимемо перегляду системи санкцій».
1 червня 2018 — 13 лютого 2021 рр. — прем'єр-міністр Італії. 20 серпня 2019-го Джузеппе подав у відставку з посади прем'єр-міністра. Він звинуватив керівника правої партії «Ліга Півночі», що той ставив інтереси партії вище за інтереси Італії. 29 серпня президент Серджо Матарелла звернувся до нього з проханням сформувати новий уряд. 4 вересня 2019 сформував новий уряд, який склав присягу в Квіринальському палаці наступного дня. Палата депутатів Італії висловила підтримку новому урядові, «за» проголосували 343 депутати, 263 — «проти», троє утримались. 10 вересня 2019 року в другому турі голосування Сенат підтримав новий уряд 169 голосами «за» та 133 — «проти»

### На чолі Руху п'яти зірок
З 6 серпня 2021 — президент «Руху п'яти зірок».

## Особисте життя
Конте розлучений з колишньою дружиною Валентиною Фіко, станом на червень 2018 перебував у близьких відносинах з Олівією Паладіно, дочкою власника римського готелю Plaza Чезаре Паладіно.